# Filialkirche Klamm am Semmering

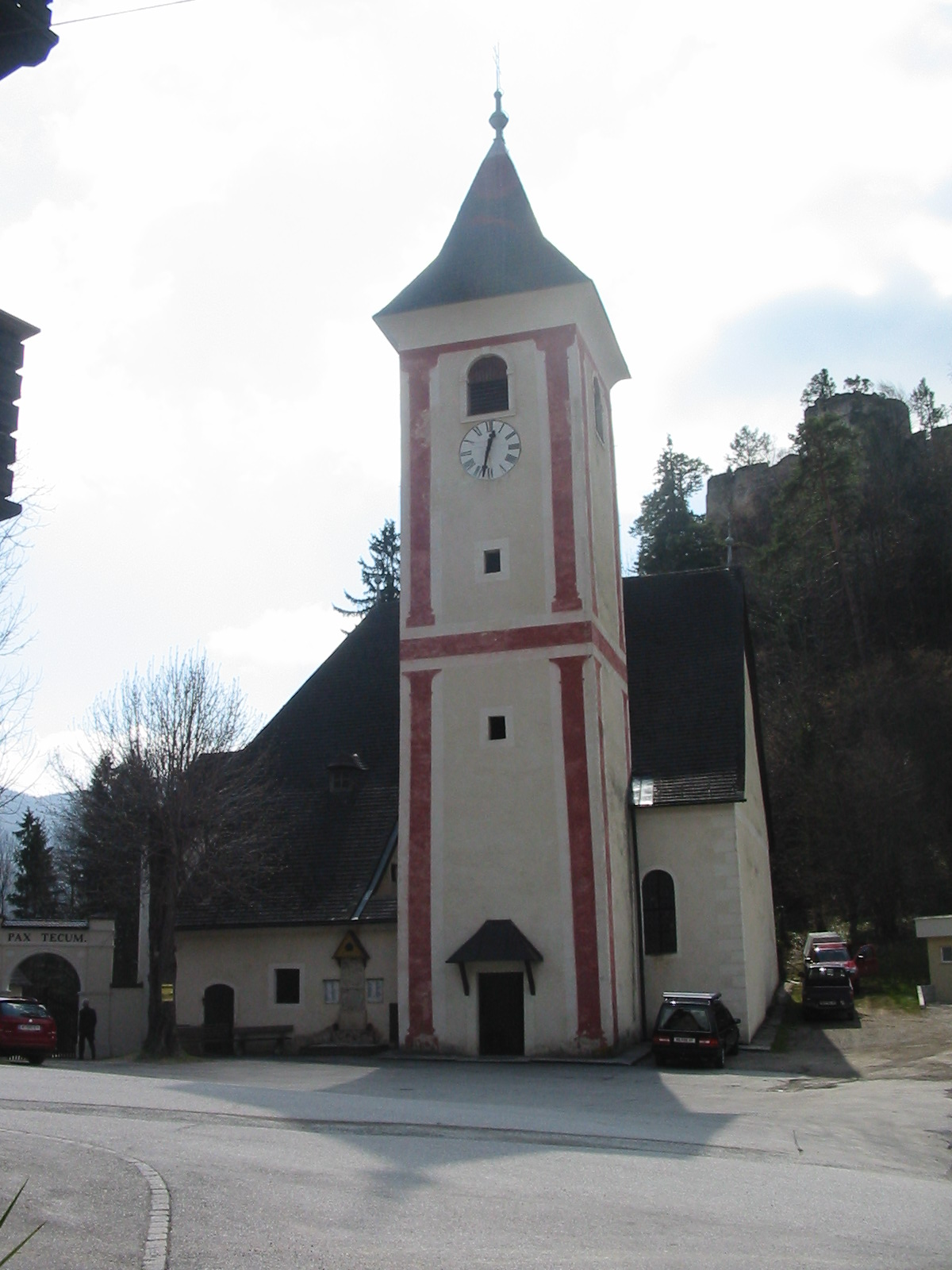
Katholische Filialkirche hl. Martin in Klamm am Semmering

Die Filialkirche Klamm am Semmering (bis 2023 Pfarrkirche) steht im Talgrund unter der Burgruine Klamm im Weiler Klamm in der Gemeinde Breitenstein im Bezirk Neunkirchen in Niederösterreich. Das Patrozinium der römisch-katholischen Filialkirche ist dem Martin von Tours geweiht, sie gehört zum Dekanat Gloggnitz im Vikariat Unter dem Wienerwald der Erzdiözese Wien. Die Kirche und der angrenzende Friedhof stehen unter Denkmalschutz (Listeneintrag).

## Geschichte
1146 wurde die Pfarre Klamm am Semmering urkundlich erstmals genannt, 1202/03 ein Pfarrer. Das anfängliche Patrozinium hl. Stefan wurde im 16. Jahrhundert auf hl. Martin umbenannt. Ab 1970 war der Sitz der Pfarre in Schottwien. Am 1. Mai 2023 wurde die Pfarre Klamm am Semmering aufgehoben. Die ehemalige Pfarrkirche Klamm am Semmering ist seither eine Filialkirche der Pfarre Gloggnitz und die Kirche der Teilgemeinde Klamm am Semmering.

## Architektur
Die im Kern romanische Kirche mit gotischen und barocken Um- und Zubauten besteht aus einem Saalraum mit Flachdecke, einem vorgestellten Nordturm und drei geosteten Chören. Die Orgel aus 1905 mit 5 Registern stammt von Franz Josef Swoboda.